# Margarita Ducci
Margarita Ducci Budge (Santiago, 1948) es una arquitecta chilena de ascendencia italiana. Se desempeñó como directora nacional del Servicio Nacional de Turismo de su país entre 1981 y 1990. Actualmente es Directora Ejecutiva de Pacto Global Chile (ONU). 

## Familia y estudios
Nació en Santiago de Chile, en 1948, hija del médico Héctor Ducci Claro e Isabel Budge de Ferrari. Realizó sus estudios superiores en la carrera de arquitectura en la Pontificia Universidad Católica (PUC) y luego cursó un magíster en urbanismo en la Universidad de Roma, Italia.
Está casada con el columnista Julio Alonso Rabat, con quien es madre de dos hijos, Julio y José Ignacio. Es hermana de la periodista Mercedes Ducci, quien fuera directora ejecutiva de Canal 13 hasta 2010.

## Premios y distinciones
Ha sido «Board of Women» de las  universidades Adolfo Ibáñez, Diego Portales, de Chile y de la revista Mujeres Empresarias.
Asimismo, fue nominada entre las «100 Mujeres Líderes» por el diario El Mercurio, en 2013 y 2021. Obtuvo el Premio Energía de Mujer 2014, en el área Sostenibilidad, entregado por el Grupo Enersis.